# Nicolai Berezowsky
Nicolai Berezowsky   (Sant Petersburg, 17 de maig de 1900 - Nova York, 27 d'agost de 1953), nascut Nikolai Tíkhonovitx Berezovski, rus: Никола́й Ти́хонович Березо́вский, fou un violinista i compositor estatunidenc d'origen rus.
Va néixer a Sant Petersburg, i es va graduar a la Capella Imperial amb honors quan tenia setze anys. Quan era un noi cantant al cor de la capella, va recordar haver cantat per a la família del tsar i Rasputín. Explica al llibre Duet with Nicky de com els corals arrencaven pàgines dels seus himnals per fer spit-balls que apuntarien a Rasputin. Posteriorment va exercir com a director musical de l'Escola d'Art Modern de Moscou i com a primer violinista a la Gran Òpera de Moscou. El 1922, va fer una angoixant escapada de la Unió Soviètica disfressat, només per ser arrestat a Polònia, però va ser alliberat per un funcionari que recordava haver-lo sentit actuar. Un cop establert a Nova York, Berezowsky va assistir a la Juilliard School of Music, estudiant amb Paul Kochanski i Rubin Goldmark. Va ser el primer violinista de la Filharmònica de Nova York durant els primers set anys de la seva residència als Estats Units. Va tocar al quartet de corda Coolidge del 1935 al 1940. Va ser un protegit de Serge Koussevitzky, que va estrenar les seves simfonies amb gran aclamació.
Es va casar amb Alice Newman, una notable pianista, que posteriorment va publicar una memòria, "Duet with Nicky", sobre els seus primers anys junts (Lippincott) (Alice era germana del químic Melvin Spencer Newman i neta del banquer d'inversions i filántropo Isidore Newman de Nova Orleans). Van tenir dos fills. La seva segona esposa va ser Judith Berezowsky.
Entre les obres de Berezowsky hi ha una òpera, el Príncep Batrak, quatre simfonies, concerts per a arpa, violí i violoncel, i moltes obres diverses de música de cambra. Els seus enregistraments inclouen un disc LP de Boris Godunov de Mussorgsky, que va dirigir. Va gaudir d'un gran èxit amb l'òpera infantil Babar i el seu oratori Gilgamesh. El seu Concert per a arpa va ser encarregat per Edna Phillips, que va donar l'estrena amb lOrquestra de Filadèlfia, i va ser interpretat per Carlos Salzedo amb la National Orchestra Association de Leon Barzin amb una cadència original de Salzedo, inclosa en l'edició publicada per Theodore Presser. No es va tornar a representar fins a les actuacions de Saul Davis Zlatkovski al recital i amb el St. Paul J.C.C. Orquestra Simfònica dirigida per James Riccardo el 1990.

## Obres (Selecció)
- Symphony No. 1, Op. 12
- Symphony No. 2, Op. 18
- Symphony No. 3, Op. 21
- Symphony No. 4, Op. 29
- Sinfonietta for orchestra, Op. 17
- Christmas Festival Overture (Ukrainian Noel) (1943)
- Soldiers on the Town (1943)
- Fantasy (piano duo and orchestra)(1944)
- Suite Hebraïque, Op. 3, orchestra
- Introduction and Allegro for small orchestra, Op. 8
- Sextet Concerto (1951)
- Concerto for clarinet or viola and orchestra, Op. 28
- Concerto Lirico for cello and orchestra, Op. 19
- Violin Concerto, Op. 14[2][failed verification][2]
- Concerto for Harp and Orchestra, Op. 31
- Suite No. 2 (woodwind quintet)[3][failed verification][3]
- Toccata, Variations, and Finale, Op. 23
- Duo for clarinet and viola, Op. 15
- Gilgamesh, Cantata for narrator, solo voices, mixed chorus and orchestra[4]